# Buchhandel im 18. Jahrhundert
Der Buchhandel im 18. Jahrhundert stellt eine wegweisende Periode im deutschsprachigen Buchhandel dar, da durch etliche Marktveränderungen und buchmarktspezifische Reformen der Buchhandel sein heutiges Gesicht erhielt. Neben den beiden großen Konflikten, zum einen zwischen den süddeutschen und norddeutschen Verlegern und Händlern und zum anderen der Konflikt um den florierenden Nachdruck von Büchern, fanden außerdem gravierende Veränderungen im Bereich des Publikums, der Autoren und den schriftstellerischen Erzeugnissen sowie in der Interessenvertretung der Buchhändler statt. Auch wurde die Spezifizierung und die Kommerzialisierung durch neue Zahlungsmodalitäten und Handelsformen auf dem deutschen Buchmarkt vorangetrieben.

## Wegweisende Veränderungen

### Die Entstehung des bürgerlichen Publikums
Im 18. Jahrhundert erfuhren neue Gattungen im Buchhandel immer größere Beliebtheit. Zum einen kam der bürgerliche Roman als Alternative zu den populären Reisebeschreibungen und religiösen Werken auf. Diese Entwicklung war unter anderem auf die geistigen Strömungen der Aufklärung und auf ein wachsendes gebildetes Bürgertum zurückzuführen. Schriftstellerische Erzeugnisse gewannen an gesellschaftlicher Beachtung und neue Autoren wie Samuel Richardson oder Christian Fürchtegott Gellert prägten den Buchmarkt in der ersten Hälfte des 18. Jahrhunderts. Über das 18. Jahrhundert verteilt fand auch eine anglophone Neuorientierung statt, waren es doch zuvor hauptsächlich Werke berühmter italienischer und französischer Autoren, die auf dem deutschen Markt gefragt waren, so kam im 18. Jahrhundert die Literatur Großbritanniens dazu, wie der Roman Robinson Crusoe von Daniel Defoe. Die zunehmende Spezialisierung der Erzeugnisse in ihrer handwerklichen Qualität, wie ihrem Druck und ihrer inhaltlichen Gestaltung mit beispielsweise Kupferstichen, wurden durch diese Publikumsentwicklung gefördert. Auch veränderte sich im 18. Jahrhundert die Hauptsprache in der Literatur, waren es doch zuvor hauptsächlich theologische und philosophische Werke in der Sprache der Gelehrten und Gebildeten, Latein, so wurde nun zunehmend auf Deutsch veröffentlicht, um ein breiteres Publikum zu erreichen.

### Das neue Selbstverständnis der Autoren
In den Kreisen der Schriftsteller entwickelte sich im 18. Jahrhundert ein neues Selbstbewusstsein, was sie dazu verleitete, für ihre Werke ein bis dahin unübliches Honorar zu fordern und sich nicht länger den gängigen Vorstellungen von Tugend und Moral unterzuordnen. Viel häufiger ließen sie sich nun nur von ihrem Verstand und ihren eigenen Empfindungen in ihren Schriften beeinflussen. Bis zum 18. Jahrhundert hatten sich die Autoren meist durch finanzielle Beihilfen von wohlhabenden, meist adeligen Unterstützern ihrer Werke oder anderen hauptberuflichen Beschäftigungen finanziert, dem sogenannten Dedikationswesen. Auch veränderten sich die Inhalte ihrer Werke, die durch die geistigen Strömungen der Aufklärung von nun beeinflussten wurden bzw. deren Grundideen zum Inhalt hatten. Etliche Autoren organisierten sich auch in sogenannten Selbstverlagen, in denen sie ihre Werke drucken ließen. Des Weiteren wurde zunehmend in den Salons der reichen Bürgerschaft aktiv über Literatur diskutiert und Frauen traten erstmals als beachtete und finanziell erfolgreiche Schriftsteller auf. Zu den bedeutendsten weiblichen Autoren des 18. Jahrhunderts gehörte Sophie von La Roche, die Ende des Jahrhunderts auch eine Zeitschrift für Frauen mit dem Titel Pomona für deutschlands Töchter herausgab. In dieser Zeit wurde außerdem auch die Frau als Leserin entdeckt, erscheinen doch erste Modejournale und sogenannte Frauenromane wie Christian Fürchtegott Gellerts Das Leben der schwedischen Gräfin von G oder Maria Anna Sagars Die verwechselten Töchter und Karolinens Tagebuch.
Der Buchhändler verkörperte im 18. Jahrhundert zu einem gewissen Maße die Rolle des Vermittlers und Förderers der Aufklärung. Zu den bedeutendsten Verlegern des 18. Jahrhunderts gehörten neben den Leipziger Größen wie Philipp Erasmus Reich und Johann Heinrich Zedler auch Johann Friedrich Cotta, Johann Ludwig Gleditsch, Georg Joachim Göschen und der Berliner Verleger, Schriftsteller und besonders engagierte Aufklärer Christoph Friedrich Nicolai.

### Neue Zahlungsverfahren werden eingeführt
Das 18. Jahrhundert ist auch deshalb für den deutschen Buchhandel wegweisend, weil sich in dieser Zeitspanne der Übergang von der Tausch- zur Geldwirtschaft im Buchwesen vollzog. Wurden die verschiedenen literarischen Erzeugnisse vor der Einführung des Nettohandels nach dem Prinzip „Bogen gegen Bogen und Blatt gegen Blatt“ unter den einzelnen Verlegern und Buchhändlern auf den jährlich mehrmals stattfindenden Buchmessen getauscht, so wurde Ende des 18. Jahrhunderts kurze Zeit der Nettohandel und dann der Konditionshandel miteinander betrieben, welcher sich bis heute als eines der gängigen Abrechnungsverfahren im Buchwesen erhalten hat.
Im Zuge der aufkommenden Kommerzialisierung kamen auch weitere Geschäftsverfahren wie die Subskription und die Pränumeration auf.

## Konflikte

### Süddeutschland/Österreich vs. Sachsen und der Kampf gegen den Büchernachdruck
Der deutsche Buchmarkt war im 18. Jahrhundert vom Konflikt süddeutscher Buchhändler bzw. Verleger und ihren norddeutschen, vornehmlich sächsischen Kollegen geprägt. Damit verbunden war auch die Konkurrenz der Buchmessenstädte Frankfurt am Main und Leipzig. Eine zentrale Figur des Leipziger Buchwesens war damals der Buchhändler und Verleger Philipp Erasmus Reich, der so genannte „Fürst des deutschen Buchhandels“ im 18. Jahrhundert. Er prägte den Büchermarkt, indem er so gravierende Veränderungen wie die Einführung des Nettohandels und die Gründung der ersten überregionalen Buchhändlervereinigung bewirkte und damit Leipzig letztendlich zum wichtigsten Messestandort des deutschen Buchwesens machte.
1764, nachdem Reich der Frankfurter Messe den Rücken gekehrt hatte, forderte er den sächsischen Kurfürsten mit zwölf anderen Buchhändlern in einem Schreiben auf, die „Sicherheit bei unsern eigenen Unternehmungen“ zu verstärken. Ihrer Meinung nach waren die existierenden Privilegien nicht ausreichend und überholt, um die Geschäfte und Investitionen der sächsischen Verleger abzusichern. Sie forderten demnach eine allgemeingültige Verlagsrechts-Gesetzgebung.

### Die Gründung der ersten überregionalen Buchhandelsorganisation
Am 10. Mai 1765 wurde in Leipzig die Erste Buchhandelsgesellschaft in Deutschland  gegründet.
Da der Nachdruck ihrer Werke florierte und die norddeutschen Verleger deshalb empfindliche finanzielle Verluste hinnehmen mussten, entschlossen sich während der Ostermesse 1765 56 Verleger ein „Erstes Grundgesetz der neuerrichteten Buchhandelsgesellschaft in Deutschland“ zu verabschieden. Es war wiederum Philipp Erasmus Reich, der die Gründung dieser ersten „körperschaftlich geregelte[n] Innung auf überregionaler gesetzlicher Grundlage“ seinen 220 auf der Buchmesse anwesenden Buchhändlerkollegen in einem Schreiben bereits 1764 vorgeschlagen hatte. Die Gesellschaft, die auch „Leipziger Societät“ genannt wurde, beschloss auf ihrer ersten Sitzung, die noch während der bereits erwähnten Ostermesse stattfand, Philipp Erasmus Reich zu ihrem ersten Sekretär zu ernennen. Ihre Ziele waren neben der Durchsetzung moderner kapitalistischer Produktions- und Distributionsmethoden innerhalb der Buchhändlergemeinschaft, auch die Erhöhung ihres politischen Einflusses durch die Vereinigung, um zukünftig vermehrt gegen den Nachdruck kämpfen und den Übergang von Tausch- zu Nettohandel beschleunigen zu können. Im Kampf gegen den Nachdruck hatte Philipp Erasmus Reich besonders den Österreicher Thomas von Trattner im Auge, der 1765 mit 76 meist nachgedruckten Titeln im Leipziger Messkatalog verzeichnet war und diese größtenteils von norddeutschen Verlegern nachgedruckt hatte. Noch heute wird der Konflikt zwischen Reich und Trattner stellvertretend für die Nachdruckproblematik des 18. Jahrhunderts herangezogen: „Sind diese beiden größten, rücksichtslosesten und großzügigsten Ausnützer ihrer Zeit, weil Österreich und Sachsen die Gebiete der schärfsten literarischen Gegensätze waren, die klassischen Vertreter der buchhändlerischen Gegensätze im Zeitalter Friedrichs des Großen und Maria Theresias...“.
Bemerkenswert ist neben der eigentlichen Gründung der „Leipziger Societät“ die Tatsache, dass sie sich ohne kurfürstliche Erlaubnis vollzog, was als ein Schlag gegen den damals herrschenden Feudalabsolutismus angesehen werden kann. In diesem konkreten Fall beschlossen nämlich die Verleger, normale nichtadelige Bürger, ein Gesetz, nicht wie üblich der Herrscher.
Da diese Vereinigung jedoch nur wenig Erfolge für die Buchhändler erzielen konnte, dauerte es noch bis zum Jahr 1773, in welchem das kursächsische „Mandat den Buchhandel betreffend“ veröffentlicht wurde, bis sich die rechtliche Situation der sächsischen Verleger und Bürger entscheidend verbesserte. Dieses Mandat hatte neben der Berufung eines Sachverständigenrates, der sich aus neun Buchhändlern und Verlegern zusammensetzte, zum Inhalt, dass die Leipziger Buchmesse für Nachdrucke gesperrt wurde, dass ein erweiterter Rechtsschutz für Verleger und Autoren in Sachsen etabliert und eine Kommission für Fragen den Buchhandel betreffend eingerichtet wurde. Jedes in Kursachsen gedruckte Buch hatte nun erstmals einen Nachdruckschutz von zehn Jahren, wenn der Verleger sein vom Autor erteiltes Verlagsrecht nachweisen konnte und dies bei der Leipziger Bücherkommission verzeichnet worden war. Damit hatte Reich es endlich geschafft seine Werke vor dem illegalen Verbreiten und Verkaufen von seinen wirtschaftlichen Gegner, wie beispielsweise dem Nachdrucker Trattner in Wien, in Sachsen gesetzlich zu schützen.